# Dischord Records
Dischord Records – niezależna firma płytowa specjalizująca się w muzyce hardcore, punk rock, emo i post-hardcore.
Została założona w 1980 roku w Waszyngtonie przez muzyków zespołu The Teen Idles: Iana MacKaye’a, Jeffa Nelsona i Nathana Strejceka w celu wydawania płyt miejscowych zespołów punkrockowych. Z wytwórnią związały się m.in. takie zespoły jak: The Teen Idles, State of Alert, Minor Threat, Government Issue, The Faith, Void, DC Brigade Youth, Iron Cross, Embrace, Rites of Spring, Nation of Ulysses, Scream, Soulside, Gray Matter, Jawbox, Marginal Man, Shudder to Think, Dag Nasty, Lungfish, The Evens i Fugazi.
Ludzie związani z wytwórnią przeważnie sami produkują wszystkie wydawane albumy i sprzedają je w niższych cenach od innych płyt na rynku (nie współpracują z wielkimi dystrybutorami).
Dischord Records obok Alternative Tentacles, SST Records i Touch & Go Records był jedną z najważniejszych wytwórni w latach 80. Pierwsze nagrania wydawane przez Dischord były stosunkowo dobrze wyprodukowane, w porównaniu do nagrań zespołów związanych z innymi wytwórniami. Nagrania zespołu Minor Threat są tego dobrym przykładem.
Dischord Records odegrało kluczową rolę w tworzeniu się między 1985 a 1987 rokiem nowych nurtów muzycznych takich jak emo i post-hardcore (zespoły Rites of Spring i Embrace) opartych przede wszystkim na hardcore.